# Vito Fiorenza
Vito Fiorenza (New York, 1927 – New York, 23 marzo 2015) è stato un fotografo statunitense di origini italiane.

## Biografia
Visitò la Sicilia, assieme alla moglie, alla fine degli anni Quaranta e vi ritornò, ancora con lei, verso la metà del decennio successivo. Ne trasse il volume autoprodotto Sicilian town.
Tre delle sue fotografie siciliane furono scelte da Edward Steichen per la mostra The Family of Man che verrà esposta al Museum of Modern Art di New York nel 1955 e che nei successivi 8 anni verrà esposta in vari musei del mondo e sarà visitata da nove milioni di persone. La sua foto più famosa, esposta nella mostra, sarà quella di una famiglia contadina, ingrandita al centro di una delle sale espositive.
Al Lincoln Center nel 1967, nell'ambito della rassegna dedicata a Vivaldi, esibì la mostra personale delle fotografie siciliane.
Morì dopo una breve malattia.

## Premi
Nel 1954 vinse il premio del Village Camera Club.